# 波麗露 (拉威爾)
《波莱罗》（法語：Boléro）是法國作曲家莫里斯·拉威爾最後的一部舞曲作品，創作於1928年。《波莱罗》是拉威爾舞蹈音樂方面的一部最優秀的作品，同時又是20世紀法國交響音樂的一部傑作。

## 情節
在西班牙的一個小酒店裏，一個少女在翩翩起舞。開始時她只是緩緩跳動，舞姿優美而輕盈。隨著音樂的逐漸熱烈，舞蹈也越來越歡快奔放，迷住了在場的人們。他們開始隨著音樂打著節拍助興，並情不自禁地与少女一起歡舞，最後在狂歡的氣氛中結束。

## 緣起
《波麗露》是拉威爾受舞蹈家伊達·魯賓斯坦委託而作。民間舞蹈風格的旋律是這部作品的基礎。《波麗露》原為西班牙舞曲名，通常以
拍子、稍快的速度、以響板擊打節奏來配合。形式上，由主部、中間部和再現部構成。但拉威爾所作的這部舞曲，只是借用了《波莱罗》的標題，實際上是一首自由的舞曲。

### 首演
- 1928年11月22日，巴黎歌劇院，瓦爾特・史塔拉姆（Walther Straram）指揮

## 分析

### 特點
作曲家許常惠稱：「毫無疑問的，拉威爾的波麗露是一種示威，是一種管絃樂配器法的示威；不動節奏、旋律、和聲，只依靠管絃樂配器法的巧妙色彩變化，拉威爾已經創造了新奇音樂出來了。拉威爾所暗示的是色彩光芒、變化無窮的新音樂要素，新音響效果，新音樂構成的時代的來臨。」許氏甚且表示：
波麗露寫於一九二七年，從那時候起，他成為現代管絃樂法的最好示範。
歸納《波麗露》的特點：
- 主題及答句[需要解释]同樣地反復九次，既不展開也不變奏；
- 全曲始終在C大調上，只有最後的兩小節才轉調；
- 舞曲前半部分配有和聲，除了獨奏就是齊奏，後半部分附有淡淡的和絃；
- 舞曲自始至終只有漸強的變化。

### 編制
| - 木管樂器 - 短笛 - 長笛：2（第二部長笛兼任第二部短笛） - 雙簧管：2（第二部雙簧管兼任柔音雙簧管） - 單簧管：2（第二部單簧管兼任E♭調高音單簧管） - 低音管：2 - 倍低音管 - 倍高音薩克管 - 高音薩克管 - 次中音薩克管 | - 銅管樂器 - 圓號：4 - D調高音小號 - 小號：3 - 長號：3 - 大號 | - 定音鼓 - 敲擊樂器：小鼓、大鼓、鈸、鑼 | - 豎琴 - 鋼片琴 - 弦樂器 |

依照工具書《管弦樂作品手冊》指示，上述之配器可簡記為"*3 *3 =3 *3—ssx, tsx—4 4 3 1—tmp+4—hp, cel—str"。

### 結構
樂曲開始由小鼓和中提琴、大提琴的撥弦來表現《波麗露》的節奏（小鼓自始至終打著相同的節奏）。

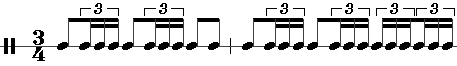
由小鼓所敲出的《波麗露舞曲》節奏，由始至終地貫穿全首樂曲

這種節奏持續四小節之後，從第五小節開始出現了第一主題，第一主題舒展明亮，具有濃郁的西班牙風格，給人以明朗、安靜的感覺，該主題先由長笛在低音區輕輕奏出；期間經單簧管反復之後，由大管奏出第二主題。樂曲的第二主題是第一主題的黯淡的答句，被作者稱為具有西班牙—阿拉伯風格，這個主題在第一主題重複兩次之後進入，這一部分也是由兩段組成，中間還使用了幾個變化音。
第一主題和第二主題穿插重複進行，沒有展開和變奏，兩個主題在調式色彩上形成鮮明的對照，連續反復了八次，整個音樂在進行過程中不斷地更換樂器，旋律、節奏和速度始終保持不變，音樂的力度也逐漸加強。在第三次反復時，加入了平行的大三和弦，形成了平行聲部，仿佛兩個調甚至三個調同時存在，產生了多調式的色彩效果。在主題的不斷反復中，力度從弱到強，不同樂器的應用和色彩不斷的變化，使得情緒越來越熱烈。臨近尾聲，旋律突然轉為E大調，又迅速轉回C大調，在不協和的音響和強烈的節奏中，以變格的方式結束了全曲。
全曲中，反復共進行了九次。該曲被公認為20世紀法國最有代表性的管弦樂作品之一。
| 樂段        | 排練編號       | 跟隨小鼓節奏的樂器                                                          | 演奏旋律的樂器 | 節奏伴奏                                                                                  |
| ----------- | -------------- | --------------------------------------------------------------------------- | --- | ----------------------------------------------------------------------------------------- |
| 前奏        | 第1小節        |                                                                             | | 中提琴及大提琴                                                                            |
| 第一主題(1) | 第5小節        |                                                                             | 第1長笛 | 中提琴及大提琴                                                                            |
| 第一主題(2) | 1              | 第2長笛                                                                     | 第1單簧管 | 中提琴及大提琴                                                                            |
| 第二主題(1) | 2              | 第1長笛                                                                     | 第1低音管 | 中提琴、大提琴、豎琴                                                                      |
| 第二主題(2) | 3              | 第2長笛                                                                     | 高音單簧管 | 中提琴、大提琴、豎琴                                                                      |
| 第一主題(3) | 4              | 2支低音管                                                                   | 柔音雙簧管 | 第二小提琴、中提琴、大提琴、低音提琴                                                      |
| 第一主題(4) | 5              | 第1法國號                                                                   | 第1長笛及弱奏第1小號 | 第一小提琴、中提琴、大提琴、低音提琴                                                      |
| 第二主題(3) | 6              | 弱奏第2小號                                                                 | 次中音薩克管 | 2支長笛、第1單簧管、第二小提琴、中提琴、大提琴、低音提琴                                  |
| 第二主題(4) | 7              | 弱奏第1小號                                                                 | 倍高音薩克管、高音薩克管                                                                                                  | 2支雙簧管、英國管、第一小提琴、中提琴、大提琴、低音提琴                                   |
| 第一主題(5) | 8              | 第1長笛、第2法國號                                                          | 2支短笛、第1法國號、鋼片琴                                                                                                | 低音單簧管、2支低音管、豎琴、第二小提琴、中提琴、大提琴、低音提琴                         |
| 第一主題(6) | 9              | 第4法國號、第3小號、第二小提琴、中提琴                                      | 雙簧管、柔音雙簧管、英國管、2支單簧管                                                                                     | 低音單簧管、2支低音管、第1,2小號、豎琴、其他絃樂器                                        |
| 第二主題(5) | 10             | 第1長笛、第2法國號、中提琴                                                  | 第1長號 | 2支單簧管、低音單簧管、倍低音管、豎琴、第二小提琴、大提琴、低音提琴                       |
| 第二主題(6) | 11             | 第4法國號、第1小號、第二小提琴                                              | 短笛、2支長笛、2支雙簧管、英國管、2支單簧管、次中音薩克管                                                                 | 低音單簧管、2支低音管、倍低音管、其他絃樂                                                 |
| 第一主題(7) | 12             | 第1,2法國號                                                                 | 短笛、2支長笛、2支雙簧管、2支單簧管、第一小提琴                                                                           | 2支低音管、倍巴松管、第3,4法國號、定音鼓、第二小提琴、中提琴、大提琴、低音提琴            |
| 第一主題(8) | 13             | 第3,4法國號                                                                 | 短笛、2支長笛、2支雙簧管、英國管、2支單簧管、次中音薩克管、第一、二小提琴                                                 | 低音單簧管、2支低音管、倍低音管、第1,2法國號、高音薩克管、定音鼓、其他絃樂                |
| 第二主題(7) | 14             | 第1,2法國號                                                                 | 短笛、2支長笛、2支雙簧管、英國管、第1小號(低音單簧管+第4法國號)、第一、二小提琴                                           | 2支單簧管、2支低音管、倍低音管、第3,4法國號、2支長號、大號、2支薩克管、定音鼓、其他絃樂   |
| 第二主題(8) | 15             | 4支法國號                                                                   | 短笛、2支長笛、2支雙簧管、英國管、2支單簧管、第1長號、高音薩克管(低音單簧管+次中音薩克管)、第一、二小提琴、中提琴、大提琴 | 低音單簧管、2支低音管、倍低音管、3支小號、第2,3長號、大號、定音鼓、豎琴、低音提琴         |
| 第一主題(9) | 16             | 2支雙簧管、2支單簧管、4支法國號、第二小提琴、中提琴、大提琴                 | 短笛、2支長笛、高音小號、3支小號、2支薩克管、第一小提琴                                                                   | 低音單簧管、2支低音管、倍低音管、3支長號、大號、定音鼓、豎琴、低音提琴                    |
| 第二主題(9) | 17             | 2支雙簧管、2支單簧管、4支法國號、第二小提琴、中提琴、大提琴                 | 短笛、2支長笛、高音小號、3支小號、第1長號、2支薩克管、第一小提琴                                                          | 低音單簧管、2支低音管、倍低音管、第2,3長號、大號、定音鼓、豎琴、低音提琴                  |
| 過場        | 18前3小節第3拍 | 2支雙簧管、2支單簧管、4支法國號、第二小提琴、中提琴、大提琴                 | 短笛、2支長笛、高音小號、3支小號、第1長號、2支薩克管、第一小提琴                                                          | 低音單簧管、2支低音管、倍低音管、第2,3長號、大號、定音鼓、豎琴、低音提琴                  |
| 尾段        | 18後第9小節    | 短笛、2支長笛、4支法國號、高音小號、3支小號、第一、二小提琴、中提琴、大提琴 | 3支長號及2支薩克管作半音滑奏                                                                                              | 2支雙簧管、英國管、2支單簧管、低音單簧管、2支低音管、倍低音管、大號、敲擊、豎琴、低音提琴 |
| 結尾        | 最後2小節      |                                                                             | 全體在相同節奏下結束 |                                                                                           |

### 演奏時間
現時所通行的錄音版本，大約介於15-17分鐘。而拉威爾本身偏向較慢的速度。初版的樂譜所標示的速度本來是1分鐘76個四分音符，後來他用筆刪改成為1分鐘66個四分音符。而他於1930年所指揮的版本，亦和刪改後的速度相約。當時的總演奏時間為15分55秒。後來他接受《每日電訊報》的訪問時，則表示他心目中的最佳演繹時間應該是17分鐘。

## 軼事
- 據指出，拉威爾本來並不打算寫作一首全新的曲子，遑論長達15分鐘的用時。最初他計畫改編伊萨克·阿尔贝尼斯的六首鋼琴小品，以為這樣就足以回應魯賓斯坦的需求。不過，出於版權的考慮，最終拉威爾放棄了這個構想[5]。

## 錄音推薦
- 莫里斯·拉威爾. . Widescreen Collection. Urania Records. WS 121.102.

## 外部連結
- 波麗露：国际乐谱典藏计划上的乐谱
- 鄭明勳指揮[]首爾愛樂樂團的錄影